# Капачка за бутилки
Вижте пояснителната страница за други значения на капачка.
Капачката за бутилки е устройство за херметично затваряне на бутилки, осигуряващо трайност на съдържанието в съда. Създадена е през 1892 г. в САЩ от Уилям Пейнтър.
Капачките за бутилки обикновено се използват за затваряне на газирани напитки. Те са изработени от метална ламарина или пластмаса, която често е покрита с няколко слоеве от лак. Обикновено върху горната част на капачките е изобразено името на продукта, а често и срокът му на годност. Вътрешна част е с уплътнение, което осигурява плътното затваряне.
Капачките на стъклените бутилки се отстраняват с помощта на отварачка за бутилки. Има капачки с шпонки, за чието отваряне не се изисква отварачка, а се изтегля посредством метална халка.
Капачките често се събират от колекционери.